# Vuohisaari (ö i Norra Savolax, Nordöstra Savolax, lat 62,72, long 28,54)
Vuohisaari är en ö i Finland. Den ligger i sjön Juojärvi och i kommunen Tuusniemi i den ekonomiska regionen  Nordöstra Savolax ekonomiska region  och landskapet Norra Savolax, i den centrala delen av landet, 300 km nordost om huvudstaden Helsingfors. Öns area är 6,7 hektar och dess största längd är 0,6 kilometer i nord-sydlig riktning.